# Filain (Aisne)
Filain ist eine ehemalige französische Gemeinde mit 121 Einwohnern (Stand 1. Januar 2022) im Département Aisne in der Region Hauts-de-France (vor 2016 Picardie). Sie gehörte zum Arrondissement Soissons.
Der Erlass der Präfektin vom 20. November 2024 legte mit Wirkung zum 1. Januar 2025 die Eingliederung von Filain ohne Status einer Commune déléguée zusammen mit der früheren Gemeinde Pargny-Filain zur Commune nouvelle Pargny-et-Filain fest. Die Schreibweise des Namens der Commune nouvelle wurde nachträglich geändert.

## Geografie

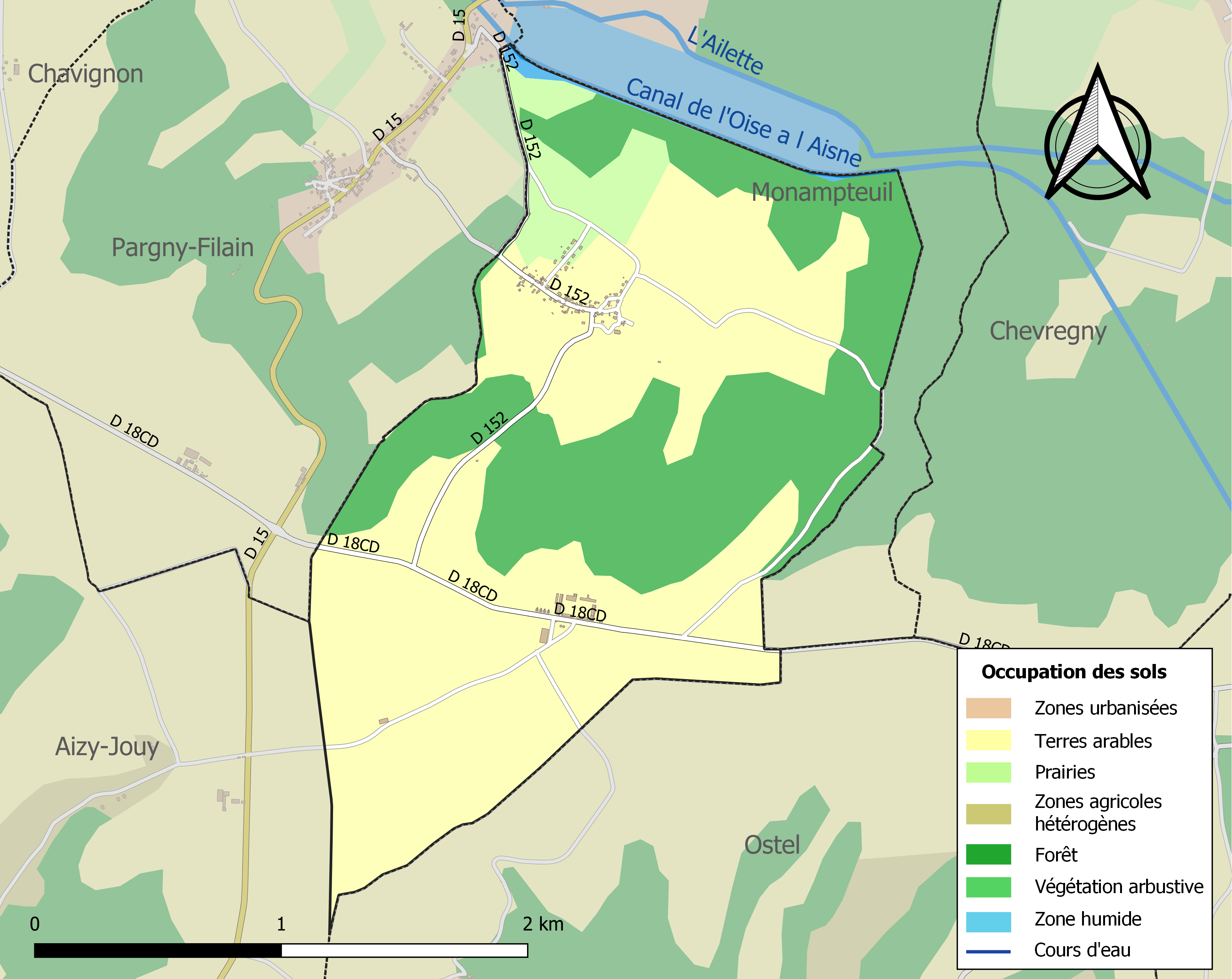
Bodennutzung, Hydrografie und Infrastruktur von Filain (2018)

Filain liegt etwa 13 Kilometer südsüdwestlich von Laon, etwa 19 Kilometer ostnordöstlich von Soissons und etwa 41 Kilometer nordwestlich von Reims in der historischen Provinz der Picardie im Norden der Région naturelle des Soissonnais. Das Ortsgebiet wird im Norden vom Canal de l’Oise à l’Aisne und seiner regulierenden Zuflussrinne begrenzt.
Filain liegt am Chemin des Dames, der sich im südlichen Ortsgebiet steil aus dem Tal der Ailette erhebt und auf dessen Kamm mit 198 m im äußersten Süden die höchste Erhebung gemessen wird. Das als Straßendorf angelegte Zentrum liegt am Fuß des Chemin des Dames auf etwa 94 m Höhe. Die niedrigste Erhebung mit 64 m ergibt sich auf der Höhe des Canal de l’Oise à l’Aisne.
Teile des Gebiets von Filain gehören zu den ZNIEFF-Naturzonen „Collines du Laonnois et du Soissonnais septentrional“ (220120046) und „Massif forestier d’Agasse“ (220013558).
65 % der Fläche von Filain werden landwirtschaftlich, hauptsächlich als Kulturboden genutzt, rund 34 % sind bewaldet, vor allem am Hang des Chemin des Dames und entlang des Kanals, rund 1 % entfällt auf Binnengewässer.
Umgeben ist Filain von den Nachbargemeinden Monampteuil im Norden und Nordosten, Ostel im Südosten und Aizy-Jouy im Südwesten sowie vom Ortsteil Pargny-Filain im Nordwesten.

## Bevölkerungsentwicklung
| Jahr                       | 1962 | 1968 | 1975 | 1982 | 1990 | 1999 | 2006 | 2013 | 2020 |
| Einwohner                  | 104  | 98   | 89   | 81   | 85   | 89   | 119  | 133  | 118  |
| Quellen: Cassini und INSEE |      |      |      |      |      |      |      |      |      |

## Sehenswürdigkeiten
- Pfarrkirche Notre-Dame, errichtet 1926
- Kapelle Sainte-Berthe, 1918 zerstört und 1927 wieder aufgebaut

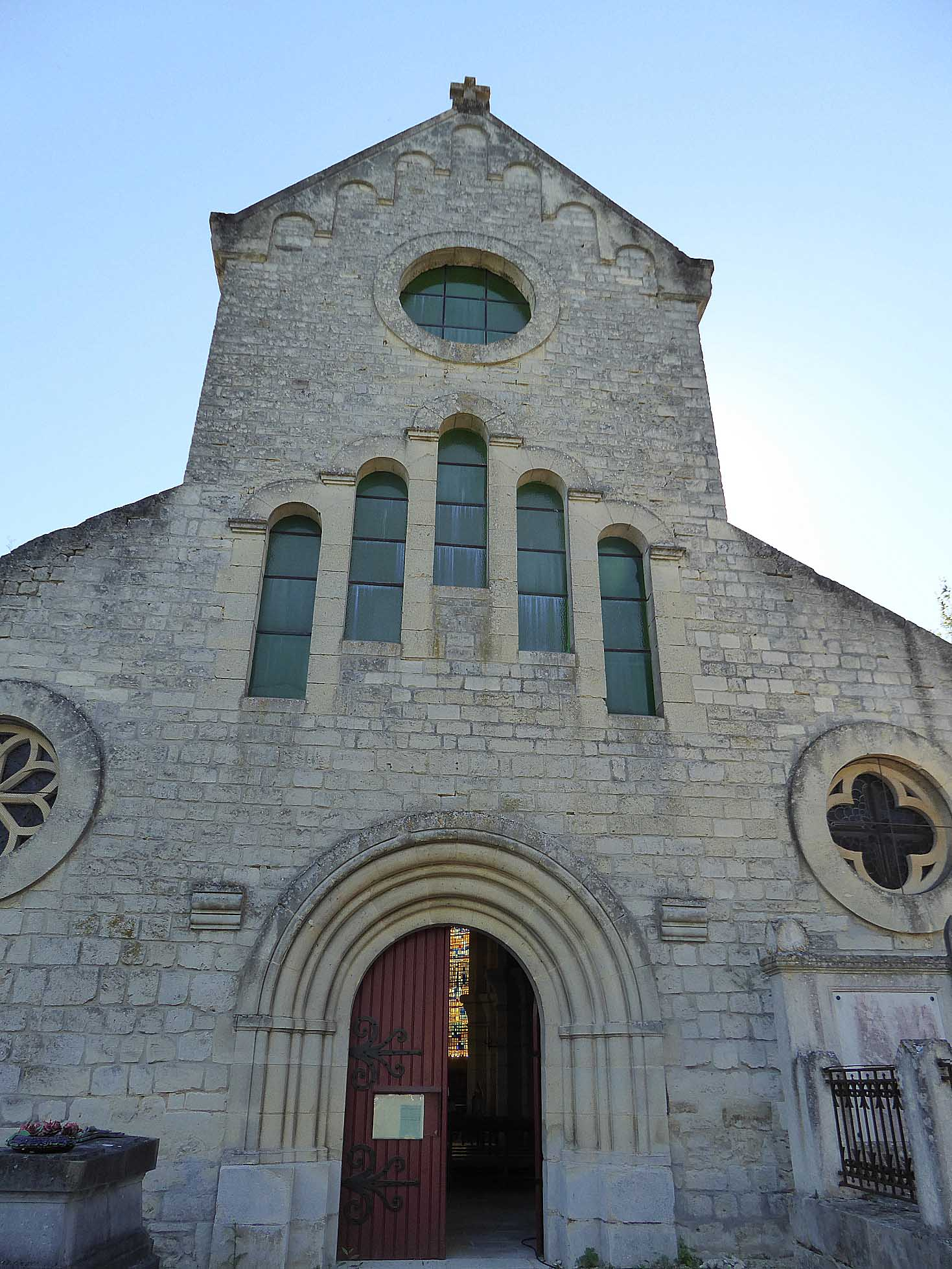
Pfarrkirche Notre-Dame
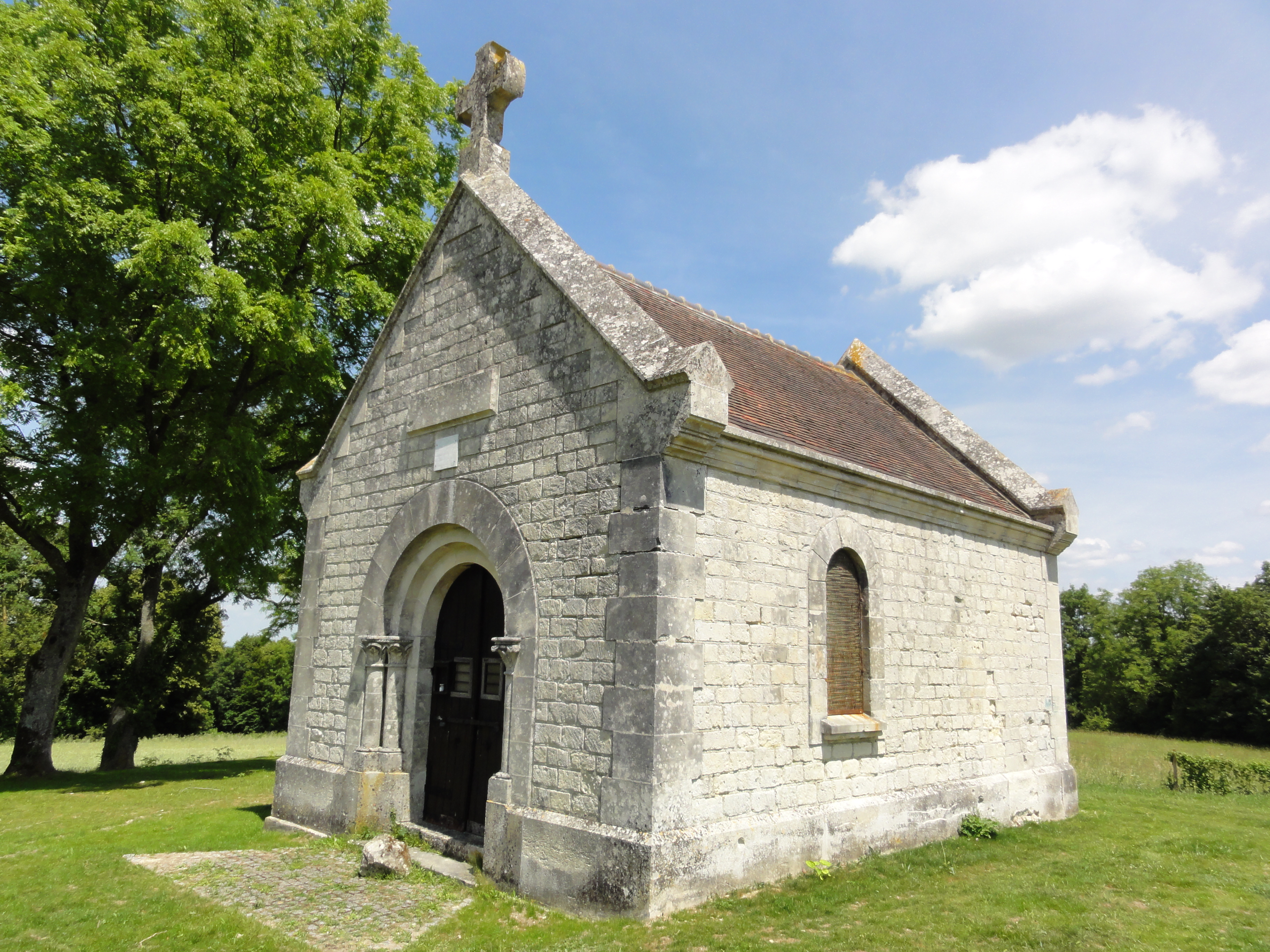
Kapelle Sainte-Berthe